# Пастушок сірошиїй
Пастушок сірошиїй (Aramides cajaneus) — вид журавлеподібних птахів родини пастушкових (Rallidae). Мешкає в Центральній і Південній Америці.

## Опис

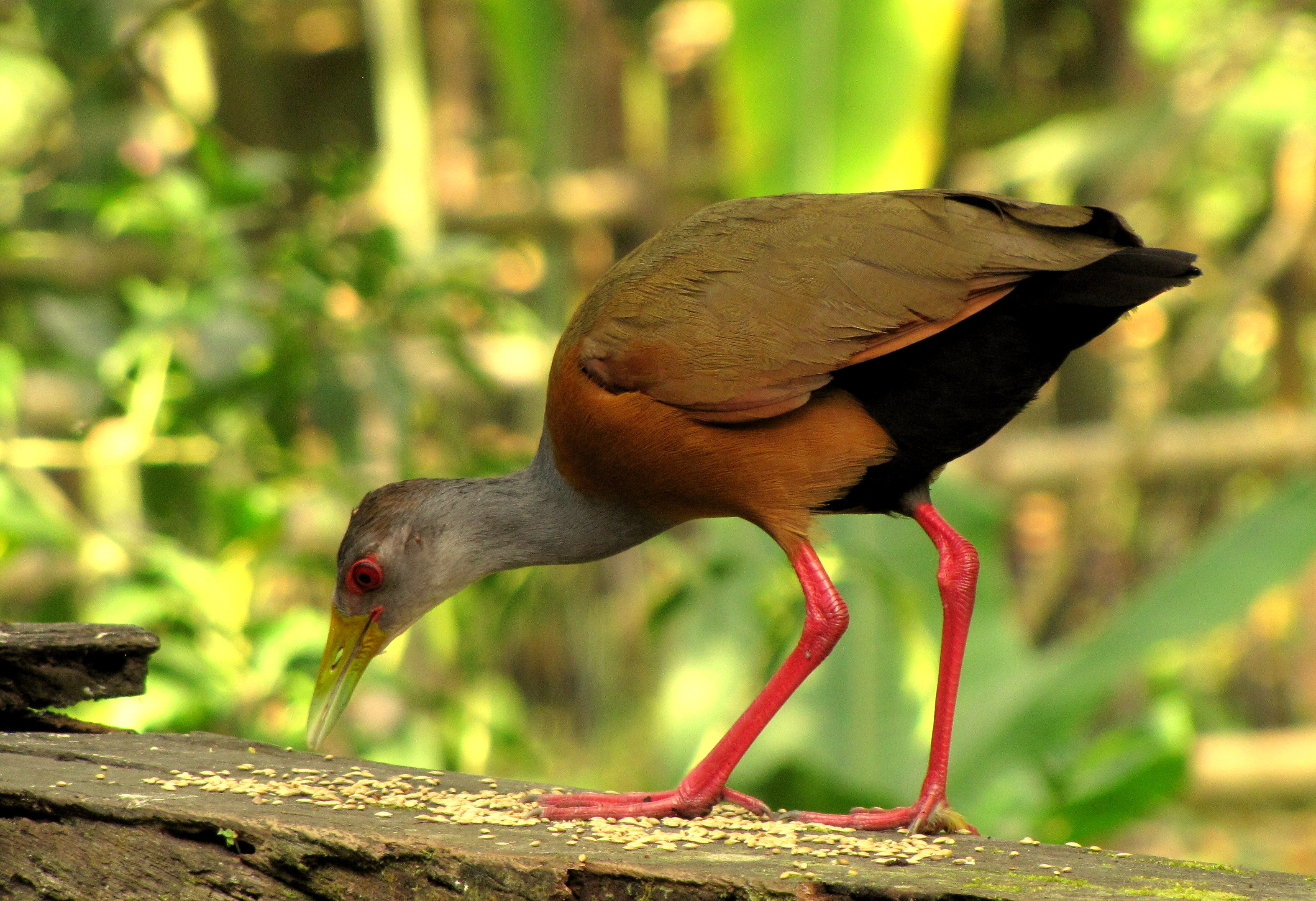
Сірошиїй пастушок

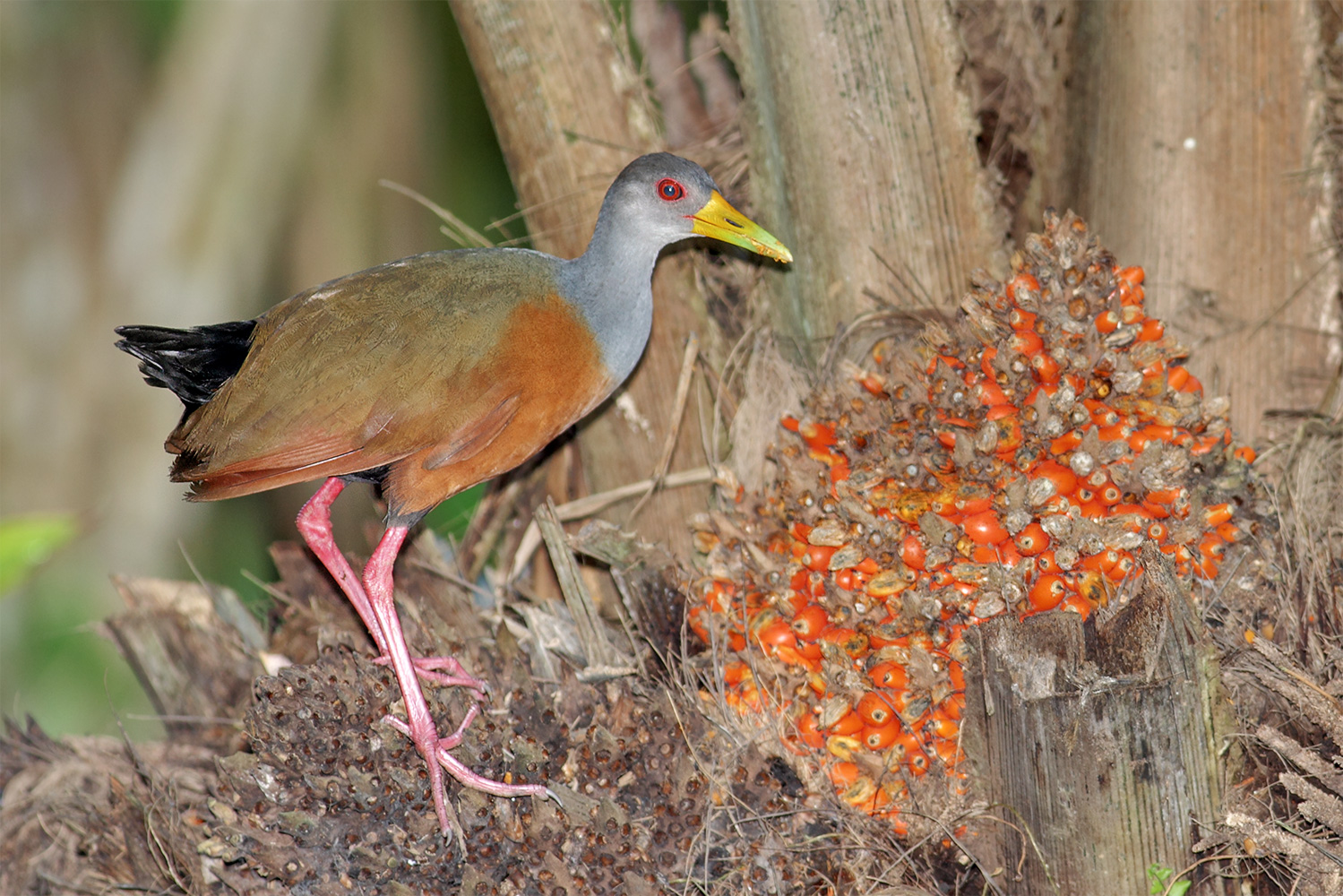
Сірошиїй пастушок

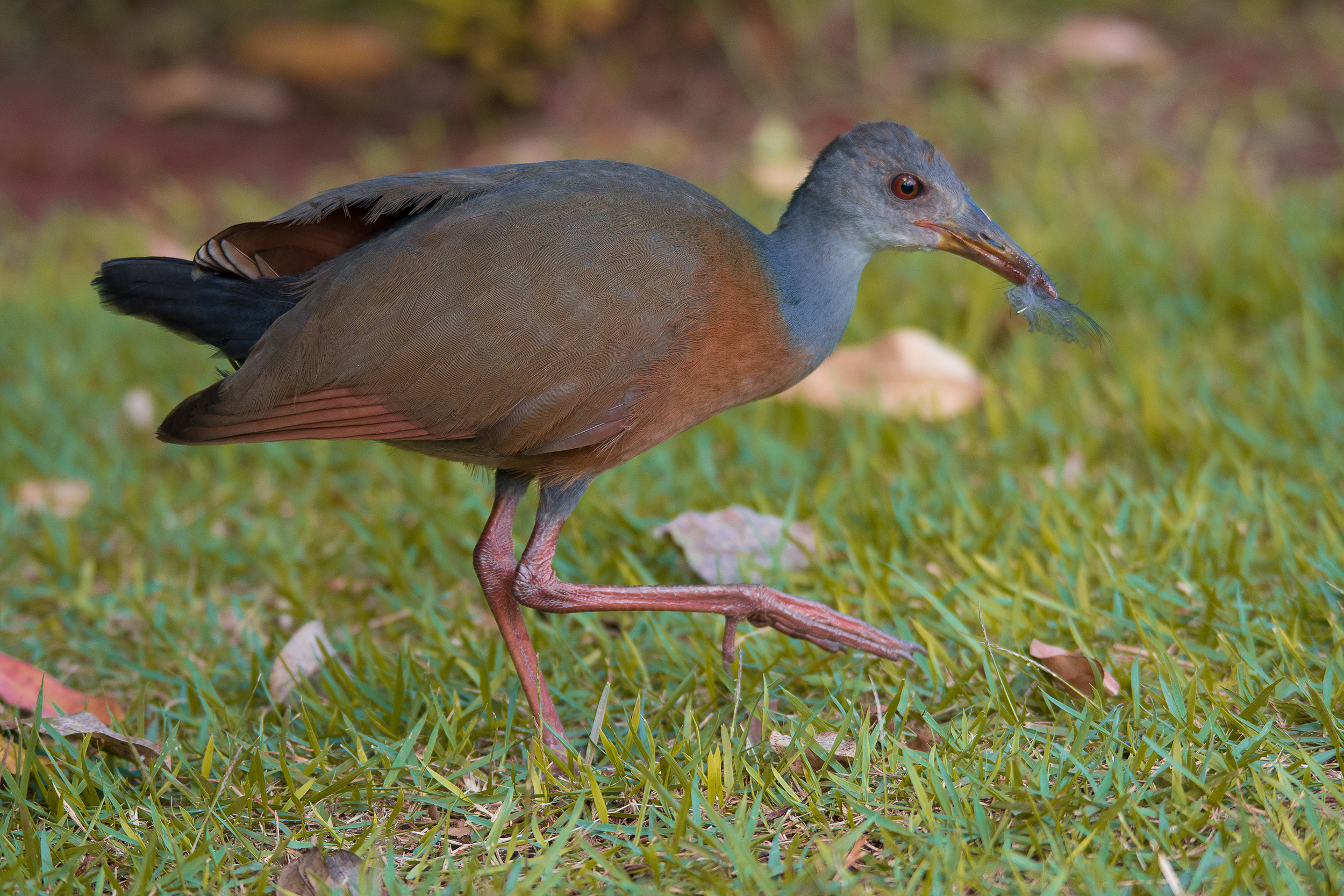
Сірошиїй пастушок

Довжина птаха становить 33-40 см, вага 320-465 г. Верхня частина тіла оливково-зелена або темно-коричнева, голова і шия сірі, на потилиці коричнева пляма. Груди і боки руді, живіт, надхвістя і хвіст чорні. Очі і лапи червоні, дзьоб яскраво-зеленувато-жовтий. Виду не притаманний статевий диморфізм. Молоді птахи мають більш тьмяне забарвлення, живіт у них чорнувато-сірий, поцяткований охристими плямками. Очі карі, дзьоб і лапи коричнюваті.

## Підвиди
Виділяють два підвиди:
- A. c. cajaneus (Müller, PLS, 1776) — від Коста-Рики до Гвіани і північної Аргентини, острів Тринідад;
- A. c. avicenniae Stotz, 1992 — узбережжя південно-західної Бразилії (від Сан-Паулу до Парани, можливо, до Санта-Катарини).

Болотяний пастушок раніше вважався конспецифічним з сірошиїм пастушком, однак був визнаний окремим видом.

## Поширення і екологія
Сірошиї пастушки мешкають в Коста-Риці, Панамі (зокрема на острові Коїба та на Перлових островах), Колумбії, Еквадорі, Перу, Болівії, Бразилії, Венесуелі, Гаяні, Суринамі, Французькій Гвіані, Аргентині, Парагваї, Уругваї та на Тринідаді і Тобаго. Вони живуть у вологих рівнинних і заболочених тропічних лісах, в мангрових лісах і на болотах, на висоті до 2000 м над рівнем моря. Представники підвиду A. c. avicenniae мешкають лише в мангрових заростях. Ведуть присмерковий і нічний спосіб життя, живляться різноманітними безхребетними, зокрема крабами, молюсками і членистоногими, дрібними хребетними. зокрема амфібіями, а також насіння і ягодами.
Сірошиї пастушки є моногамними птахами, утворюють тривалі пари, які залишаються разом протягом всього року. Сезон розмноження триває переважно з березня по серпень, його початок різниться в залежності від регіону. Гніздо робиться з гілок, має діаметр 30-40 см, глибину 4-9 см, розміщується на дереві або в чагарниках, на висоті від 1 до 3 м над землею. В кладці від 3 до 7 білуватих яєць, поцяткованих коричневими плямами, розміром 52×36 мм, вагою 25-27 г. Інкубаційний період триває 20 днів. Насиджують і самиці, і самці, змінюючи один одного кожні 6-8 годин.